# Подболотов, Сергей Григорьевич
Подболотов Сергей Григорьевич — слесарь-инструментальщик завода «Вибратор» Министерства приборостроения, город Ленинград(ныне Санкт-Петербург), Герой Социалистического Труда.

## Биография
Подболотов Сергей Григорьевич родился 24 сентября 1921 года в городе Петроград(ныне Санкт-Петербург).
В школе закончил 7 классов. Поступил на рабфак при Ленинградском институте инженеров железнодорожного транспорта.
С апреля 1941 являлся участником Великой Отечественной войны, проходил службу в Красной армии.
В 1944 году был направлен на Украинский фронт, где стал сапёром 74-го танкового полка 71-й механизированной бригады.

## Послевоенные годы
В 1946 году начал свою трудовую деятельность на заводе «Вибратор». Там он проработал всю свою оставшуюся жизнь.
Параллельно работе закончил Ленинградский механический техникум.
В 1949 году стал участником ВКП(б)/КПСС.
Делегат XXIII съезда КПСС(1966).

## Смерть
Подболотов Сергей Григорьевич умер 20 мая 1972 года. Похоронен на Серафимовском кладбище города Санкт-Петербург.

## Награды
Указом президиума Верховного Совета СССР за выдающиеся успехи, достигнутые в развитии машиностроения, Подболотову Сергею Григорьевичу было присвоено звание Героя Социалистического Труда.
- Орден Ленина(02.07.1966)
- Медаль «За боевые заслуги»(16.04.1944)(15.09.1944)[3].